# Franco Rotella
Franco Rotella (Genova, 16 novembre 1966 – Genova, 20 aprile 2009) è stato un calciatore italiano, di ruolo ala destra.

## Biografia
Il 20 aprile 2009, già malato da tempo, muore all'ospedale genovese di San Martino a 42 anni, lasciando la moglie Nadia e il figlio Simone di 17 anni, tesserato come attaccante nella squadra Berretti del Genoa. È morto a causa di un melanoma che lo aveva colpito qualche anno prima.

## Carriera
Nato il 16 novembre 1966 nel quartiere Quezzi, è cresciuto calcisticamente nel Baiardo. Esordisce in Serie A a 16 anni col Genoa, squadra della sua città, con cui gioca 75 partite segnando 4 gol in sette stagioni, interrotte da un'annata alla SPAL, ottenendo la promozione in Serie A nella stagione 1988-1989 per poi passare nel novembre del 1990 alla Triestina. Disputa quindi tre campionati in Serie B con il Pisa, per poi trasferirsi all'Atalanta, con la quale ottiene una promozione nella massima serie, trascorrendovi tre anni.
Conclude la carriera Nel Cecina che lo preleva dall'Imperia. In carriera ha totalizzato complessivamente 44 presenze e 2 gol in Serie A e 215 presenze e 13 gol in Serie B.
Terminata la carriera da calciatore, ritorna nella sua città natale Genova, dove collabora come opinionista sportivo in note trasmissioni di emittenti televisive liguri; inoltre ricopre il ruolo responsabile tecnico della scuola calcio e del settore giovanile degli Emiliani, società di calcio genovese.

## Statistiche

### Presenze e reti nei club
| Stagione        | Squadra         | Campionato      | Campionato | Campionato | Coppe nazionali | Coppe nazionali | Coppe nazionali | Coppe continentali | Coppe continentali | Coppe continentali | Altre coppe | Altre coppe | Altre coppe | Totale | Totale |
| Stagione        | Squadra         | Comp            | Pres       | Reti       | Comp            | Pres            | Reti            | Comp               | Pres               | Reti               | Comp        | Pres        | Reti        | Pres   | Reti   |
| --------------- | --------------- | --------------- | ---------- | ---------- | --------------- | --------------- | --------------- | ------------------ | ------------------ | ------------------ | ----------- | ----------- | ----------- | ------ | ------ |
| 1983-1984       | Genoa           | A               | 1          | 0          | CI              | 0               | 0               | -                  | -                  | -                  | -           | -           | -           | 1      | 0      |
| 1984-1985       | Genoa           | B               | 13         | 1          | CI              | 0               | 0               | -                  | -                  | -                  | -           | -           | -           | 13     | 1      |
| 1985-1986       | SPAL            | C1              | 27         | 3          | CI-C            | ?               | ?               | -                  | -                  | -                  | -           | -           | -           | 27+    | 3+     |
| 1986-1987       | Genoa           | B               | 31         | 2          | CI              | 5               | 0               | -                  | -                  | -                  | -           | -           | -           | 36     | 2      |
| 1987-1988       | Genoa           | B               | 13         | 0          | CI              | 3               | 0               | -                  | -                  | -                  | -           | -           | -           | 16     | 0      |
| 1988-1989       | Genoa           | B               | 10         | 0          | CI              | 4               | 0               | -                  | -                  | -                  | -           | -           | -           | 14     | 0      |
| 1989-1990       | Genoa           | A               | 14         | 1          | CI              | 2               | 0               | -                  | -                  | -                  | CM          | ?           | ?           | 16+    | 1+     |
| lug.-nov. 1990  | Genoa           | A               | 1          | 0          | CI              | 1               | 0               | -                  | -                  | -                  | -           | -           | -           | 2      | 0      |
| Totale Genoa    | Totale Genoa    | Totale Genoa    | 83         | 4          |                 | 15              | 0               |                    | -                  | -                  |             | ?           | ?           | 98+    | 4+     |
| nov. 1990-1991  | Triestina       | B               | 25         | 2          | CI              | 0               | 0               | -                  | -                  | -                  | -           | -           | -           | 25     | 2      |
| 1991-1992       | Pisa            | B               | 35         | 2          | CI              | 6               | 0               | -                  | -                  | -                  | -           | -           | -           | 41     | 2      |
| 1992-1993       | Pisa            | B               | 36         | 2          | CI              | 3               | 0               | -                  | -                  | -                  | -           | -           | -           | 39     | 2      |
| 1993-1994       | Pisa            | B               | 34+1       | 3+0        | CI              | 3               | 0               | -                  | -                  | -                  | CAI         | 1+          | 0+          | 39+    | 3+     |
| Totale Pisa     | Totale Pisa     | Totale Pisa     | 105+1      | 7+0        |                 | 12              | 0               |                    | -                  | -                  |             | 1+          | 0+          | 119+   | 7+     |
| 1994-1995       | Atalanta        | B               | 18         | 1          | CI              | 1               | 0               | -                  | -                  | -                  | CAI         | ?           | ?           | 19+    | 1+     |
| 1995-1996       | Atalanta        | A               | 17         | 0          | CI              | 5               | 0               | -                  | -                  | -                  | -           | -           | -           | 22     | 0      |
| 1996-1997       | Atalanta        | A               | 11         | 1          | CI              | 1               | 0               | -                  | -                  | -                  | -           | -           | -           | 12     | 1      |
| Totale Atalanta | Totale Atalanta | Totale Atalanta | 46         | 2          |                 | 7               | 0               |                    | -                  | -                  |             | ?           | ?           | 53+    | 2+     |
| 1997-1998       | Imperia         | D               | ?          | ?          | CI-D            | ?               | ?               | -                  | -                  | -                  | -           | -           | -           | ?      | ?      |
| 1998-1999       | Imperia         | D               | ?          | ?          | CI-D            | ?               | ?               | -                  | -                  | -                  | -           | -           | -           | ?      | ?      |
| Totale Imperia  | Totale Imperia  | Totale Imperia  | 24         | 7          |                 | ?               | ?               |                    | -                  | -                  |             | -           | -           | 24+    | 7+     |
| 2001-2002       | Cecina          | E               | 2          | 0          | -               | -               | -               | -                  | -                  | -                  | -           | -           | -           | 2      | 0      |
| Totale carriera | Totale carriera | Totale carriera | 313        | 25         |                 | 34+             | 0+              |                    | -                  | -                  |             | 1+          | 0+          | 348+   | 25+    |

## Palmarès

### Club

#### Competizioni nazionali
- Serie B: 1

Genoa: 1988-1989
- Serie D: 1

Imperia: 1998-1999 (Girone A)